# Dzięcioły Bliższe
Dzięcioły Bliższe [d͡ʑɛnˈt͡ɕɔwɨ ˈbliʂʂɛ] est un village polonais de la gmina de Sterdyń dans le powiat de Sokołów et dans la voïvodie de Mazovie, au centre-est de la Pologne.